# Gonzalo Viera
Gonzalo Viera (Departamento de Paysandú, 8 de febrero de 1987) es un futbolista uruguayo que juega como defensa central en River Plate en la Primera División de Uruguay.

## Clubes
| Club                 | País          | Año           | Partidos | Goles |
| -------------------- | ------------- | ------------- | -------- | ----- |
| Rampla Juniors       | Uruguay       | 2006          |          |       |
| Defensor Sporting    | Uruguay       | 2007-2008     |          |       |
| Plaza Colonia        | Uruguay       | 2008-2009     |          |       |
| Miramar Misiones     | Uruguay       | 2009-2011     | 25       | 1     |
| Cerro Largo (cedido) | Uruguay       | 2011-2012     | 25       | 0     |
| Cerro Porteño        | Paraguay      | 2012-2013     | 19       | 0     |
| Peñarol (cedido)     | Uruguay       | 2013-2015     | 49       | 4     |
| Al-Rayyan            | Catar         | 2015-2019     | 110      | 10    |
| River Plate          | Uruguay       | 2019-2020     | 55       | 5     |
| Atenas de San Carlos | Uruguay       | 2021-2022     | 34       | 1     |
| River Plate          | Uruguay       | 2022-presente | 1        | 0     |
| Total carrera        | Total carrera | Total carrera | 318      | 21    |

- Actualizado al último partido disputado el 21 de octubre de 2022.

## Palmarés

### Títulos nacionales
| Título             | Club      | País  | Año  |
| ------------------ | --------- | ----- | ---- |
| Liga de Catar      | Al-Rayyan | Catar | 2016 |
| Supercopa de Catar | Al-Rayyan | Catar | 2018 |